# Vienenburger Kiesteiche
Koordinaten: 51° 56′ 25″ N, 10° 30′ 37″ O

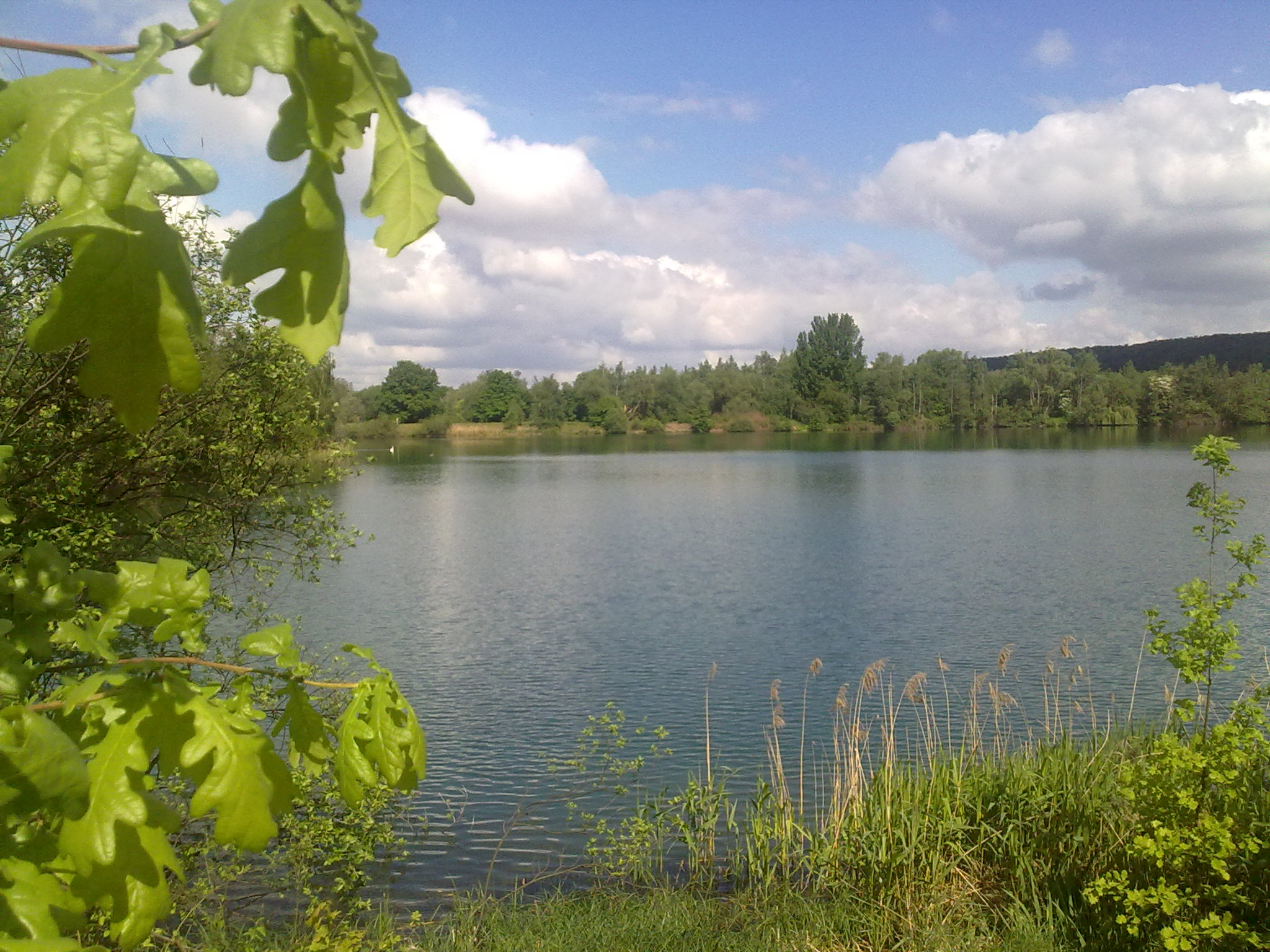
Einer der Kiesteiche im Naturschutzgebiet

Die Vienenburger Kiesteiche sind ein ehemaliges Naturschutzgebiet in der niedersächsischen Stadt Goslar im Landkreis Goslar.
Das Naturschutzgebiet mit dem Kennzeichen NSG BR 019 war 27,5 Hektar groß. Es grenzte direkt an das Naturschutzgebiet „Okertal südlich Vienenburg“ und war Bestandteil des EU-Vogelschutzgebietes „Okertal bei Vienenburg“. Das Gebiet wurde zum 2. November 1979 unter Naturschutz gestellt. 2017 ging es in dem zum 1. Mai ausgewiesenen Naturschutzgebiet „Oker- und Eckertal in den Landkreisen Goslar und Wolfenbüttel“ auf. Zuständige untere Naturschutzbehörde war der Landkreis Goslar.
Das ehemalige Naturschutzgebiet liegt am linken Ufer der Oker zwischen Goslar und dem Goslarer Stadtteil Vienenburg. Es stellte drei ehemalige Kiesteiche im Bereich des Okersteinfeldes im Okertal unter Schutz, welche durch die Ausbeutung im Tagebau der von der Oker abgelagerten Schottermassen aus dem Harz entstanden sind. Die Teiche, die durch Dämme voneinander getrennt sind, wurden 1977 nach dem Ende des Abbaus in ein Reservat für Wat- und Wasservögel mit vegetationslosen Flachwasserzonen, Röhrichten, Großseggenrieden und sumpfartigen Inseln in Tiefwasserbereichen umgestaltet. Die Teiche dienen als Sekundärlebensraum zahlreichen Vogel-, Fisch-, Amphibien- und Insektenarten als Lebensraum.
Das ehemalige Naturschutzgebiet grenzt im Nordwesten an die Bundesstraße 241.